# ヒダントイン
ヒダントイン（Hydantoin）は複素環式化合物の一つ。構造上はグリコール酸と尿素の環状縮合物に当たることからグリコリル尿素（Glycolylurea）とも呼ばれる。またイミダゾリジンの2位と4位の炭素原子がカルボニルになった「2,4-イミダゾリジンジオン」とも見られる。遊離のヒダントインは、天然には糖蜜に存在する。ヒダントインは1861年、アドルフ・フォン・バイヤーによりアラントイン（Allantoin）の水素化（Hydrogenation）によって得られ、これにより命名された。

## 合成法
アミノ酸とシアン酸カリウムから（5-置換）ヒダントイン誘導体が得られる（ユーレクのヒダントイン合成：1873年ユーレクにより発見）。
またシアノヒドリンと炭酸アンモニウムから5,5-ジ置換ヒダントイン誘導体を得ることができる（ブヘラ・ベルクス反応：ストレッカー合成の変法）。

## 利用
ヒダントインを加水分解するとグリシンが得られる。同様に5-置換ヒダントインの加水分解により各種アミノ酸が得られる。

## 誘導体
ヒダントイン骨格を持つ化合物には、生物由来のアラントインのほか、次のようなものがある。
- 医薬品
  - フェニトイン
  - ダントロレン
- N-ハロゲン化ヒダントイン誘導体はハロゲン化剤であり反応試剤として用いられるほか、一部は消毒剤としても用いられる。これには1-ブロモ-3-クロロ-5,5-ジメチルヒダントインや、1,3-ジブロモ-5,5-ジメチルヒダントインがある。
- 他に防腐剤として用いられる1,3-ジメチロール-5,5-ジメチルヒダントイン（DMDMヒダントイン）などがある。